# Saint-Denis-lès-Sens
Saint-Denis-lès-Sens, anteriormente Saint-Denis, es una comuna francesa situada en el departamento de Yonne, en la región de Borgoña-Franco Condado. Tiene una población estimada, en 2019, de 650 habitantes.

## Demografía
| 126 | 107 | 95 | 96 | 152 | 125 | 134 | 180 | 144 | 185 | 194 | 193 | 184 | 186 | 184 | 180 | 202 | 213 | 208 | 171 | 158 | 204 | 279 | 276 | 279 | 196 | 367 | 434 | 504 | 520 | 545 | 513 | 594 | 681 | 650 |
| Para los censos de 1962 a 1999 la población legal corresponde a la población sin duplicidades (Fuente: INSEE [Consultar]) |     |    |    |     |     |     |     |     |     |     |     |     |     |     |     |     |     |     |     |     |     |     |     |     |     |     |     |     |     |     |     |     |     |     |